# 夹孟铁路
夹孟铁路是中国江苏省徐州铁路枢纽西北侧的货车联络线，双线。西起陇海铁路夹河寨站东咽喉，并单线接入235公里线路所（杨九联络线），因而与陇海铁路形成“Y”型连接；北至京沪铁路孟家沟站（现名徐州北编组站）北咽喉，并单线接入茅村站（周茅联络线），因而与京沪铁路形成“Y”型连接。

## 技术状况
线路出夹河寨站后，上跨废黄河，途经南岗站、杨屯站、周宅子站。并从杨屯站北咽喉引出到京杭大运河万寨港的港前站的疏港铁路。

## 历史
建设于1988年。2010年后建设了夹孟铁路下行货车上跨陇海铁路正线引入夹河寨站东咽喉的灯泡形疏解线，形成了对夹河寨站的三线接入。